# Latona parviremis
Latona parviremis är en kräftdjursart som beskrevs av Birge 1910. Latona parviremis ingår i släktet Latona och familjen Sididae. Inga underarter finns listade i Catalogue of Life.